# Apatiet

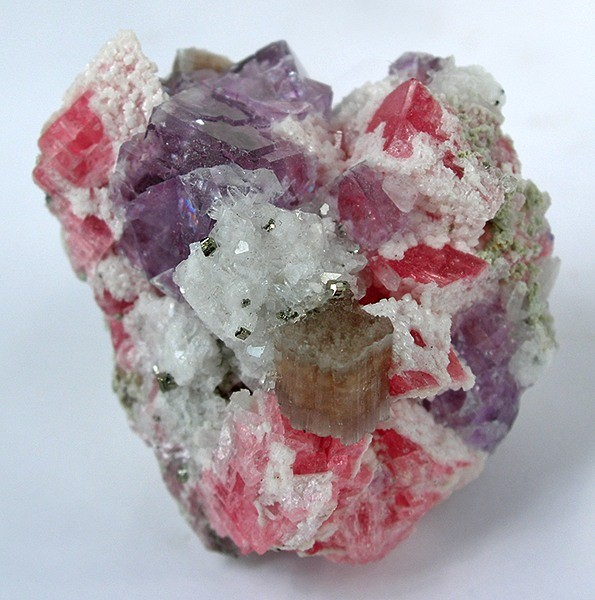
apatiet in het midden voor op een achtergrond van
rhodochrosiet met kwarts,
fluoriet en
pyriet

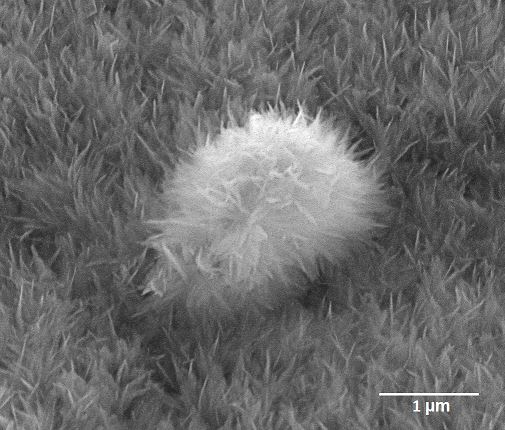
Kristalnaalden van hydroxyapatiet onder een electronenmicroscoop

Apatiet is de naam voor een groep mineralen. Het zijn fosfaten, maar de samenstelling van apatiet kan verschillen.
Behalve vijf atomen calcium Ca en drie fosfaatgroepen PO4 komt er in een molecuul apatiet ook een atoom chloor Cl, een atoom fluor F of een hydroxylgroep OH voor. De algemene chemische formule is Ca5(PO4)3(F,Cl,OH). Er zitten twee moleculen apatiet in een eenheidscel.

## Indeling
De apatietreeks wordt onderverdeeld in:
- Fluorapatiet: Ca5(PO4)3F
- Chloorapatiet: Ca5(PO4)3Cl
- Hydroxyapatiet: Ca5(PO4)3OH

Tussen de chemische eindleden komt volledige menging voor. Fluorapatiet is verreweg het meest voorkomend, waardoor apatiet ook wel als synoniem voor fluorapatiet gebruikt wordt. In apatiet kan ook een hoeveelheid carbonaat voorkomen. Verder bevat het doorgaans kleine hoeveelheden van bepaalde metalen, waaronder ijzer, mangaan, magnesium en uranium.

## Voorkomen
Apatiet wordt voornamelijk gevormd in pegmatieten, pneumatolieten, onder hydrothermale omstandigheden en in alluviale afzettingen. Het mineraal is zeer algemeen en komt onder andere in Birma in het gebied van Mogok voor. Het gevonden apatiet daar is lichtblauw, groen of kleurloos en heeft soms het kattenoogeffect. Vergelijkbare apatieten worden in Sri Lanka gevonden, deze zijn blauw en vertonen het kattenoogeffect, andere zijn groen en geel. In India worden groene stenen gevonden met kattenoogeffect. Fraaie rode apatieten zijn ontdekt in Pakistan, in het gebied van Nasart. Apatiet dat voor edelsteen kan worden gebruikt wordt in Brazilië gevonden. De stenen zijn daar blauw en groen, en maar een enkele keer zoals in Morro Velho lichtroze. Tot 10 cm grote blauwe kristallen komen voor in Urupuca, blauwachtige fluorapatieten komen uit Virgen da Plata en olijfgroene uit Campo Linda. Apatieten worden in de Verenigde Staten in Maine gevonden. Het zijn daar violetkleurige tot 25 cm grote kristallen en de daaruit geslepen stenen wegen tot 170 ct.
Dierlijk botweefsel bestaat voor een groot deel uit hydroxyapatiet.

## Industriële toepassing
Apatiet wordt soms als halfedelsteen toegepast, in facetslijpsel en cabochons. Verder wordt er synthetische apatiet vervaardigd. Het is niet verstandig om dit mineraal te reinigen met stoom of ultrasoon geluid. Apatiet is ook gevoelig voor warmte, door verandering van temperatuur kan de kleur veranderen of verloren gaan.
Apatiet is het belangrijkste fosfaaterts. Uit apatiet wordt fosfor gewonnen, dat verder kan worden verwerkt tot andere fosfaten of fosforzuur en apatiet wordt gebruikt voor het vervaardigen van meststoffen, in superfosfaat. Bij de verwerking van fluorapatiet met zwavelzuur komt als bijproduct hexafluorkiezelzuur vrij.
Hydroxylapatiet wordt gebruikt als deklaag voor medische prothesen om de botingroei te stimuleren.

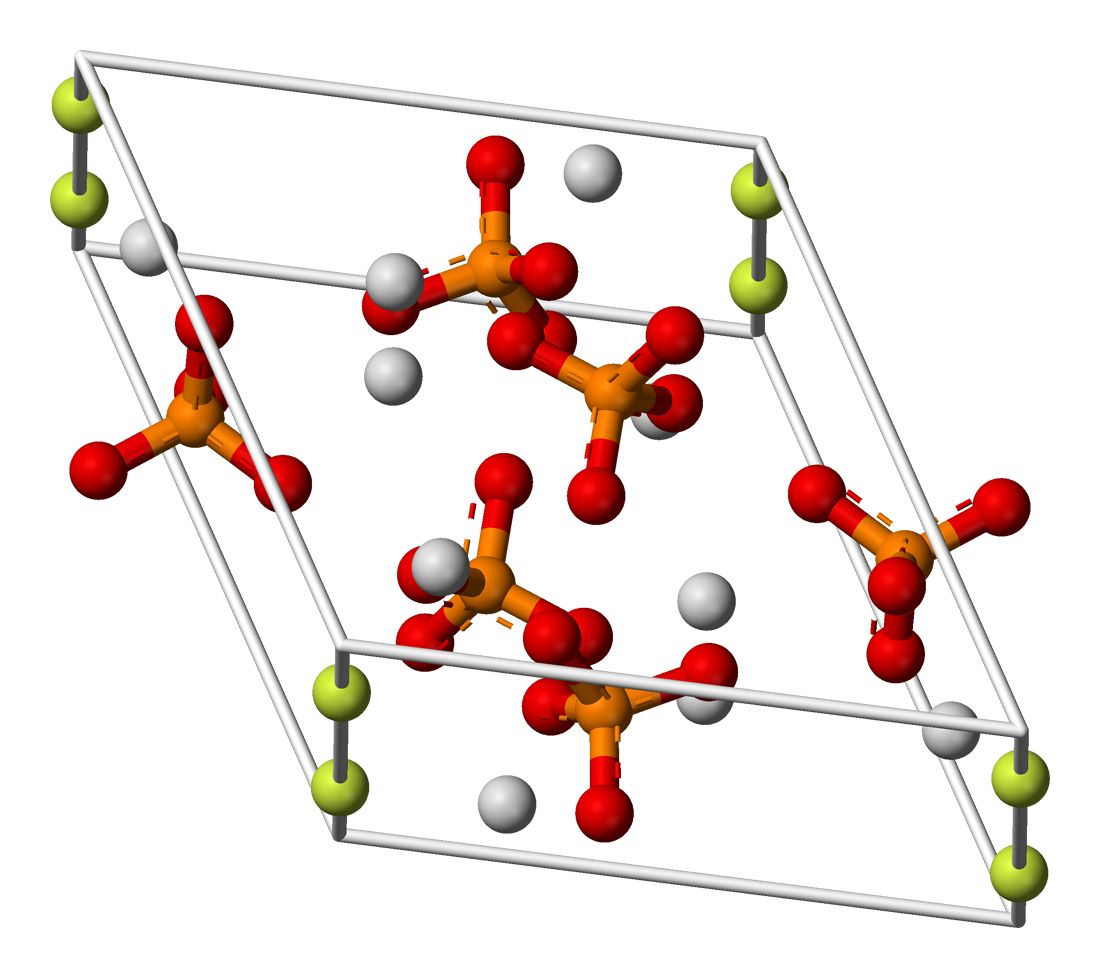
eenheidscel
fosfor
zuurstof
calcium
laatste element

## Mineralen
- Lijst van mineralen